# 350 North Orleans
350 North Orleans es el nombre oficial de un edificio de uso mixto de veinticuatro plantas situado en la zona River North de Chicago (Estados Unidos), en la intersección del brazo norte y el brazo principal del río Chicago. Fue diseñado por Skidmore, Owings & Merrill. En 1988, Helmut Jahn diseñó un puente peatonal cubierto sobre Orleans Street que conecta el edificio con el Merchandise Mart. Construido originalmente para servir como el centro de compras al por mayor de la industria de la confección más grande del mundo, el edificio ha sido conocido comúnmente por varios otros nombres como River North Point, Apparel Mart y Chicago Apparel Center. El edificio fue inaugurado el 6 de noviembre de 1976.
Antiguamente, la parcela fue propiedad de Marshall Field, quien se la vendió a Joseph P. Kennedy, y a la gran inauguración del edificio asistió toda la familia Kennedy. La familia fue propietaria del terreno sobre el que se construyó el edificio durante más de cincuenta años. Después de que el edificio se construyera, en 1976, permaneció en poder de la familia durante más de veinte años, pero en 1998 fue vendido a Vornado Realty Trust como parte de una transacción mayor de 625 millones de dólares, que incluía también al Merchandise Mart y varias otras propiedades. Shorenstein Realty Services compró el edificio en 2012 y posteriormente se lo vendió al Blackstone Group en 2015.

## Historia

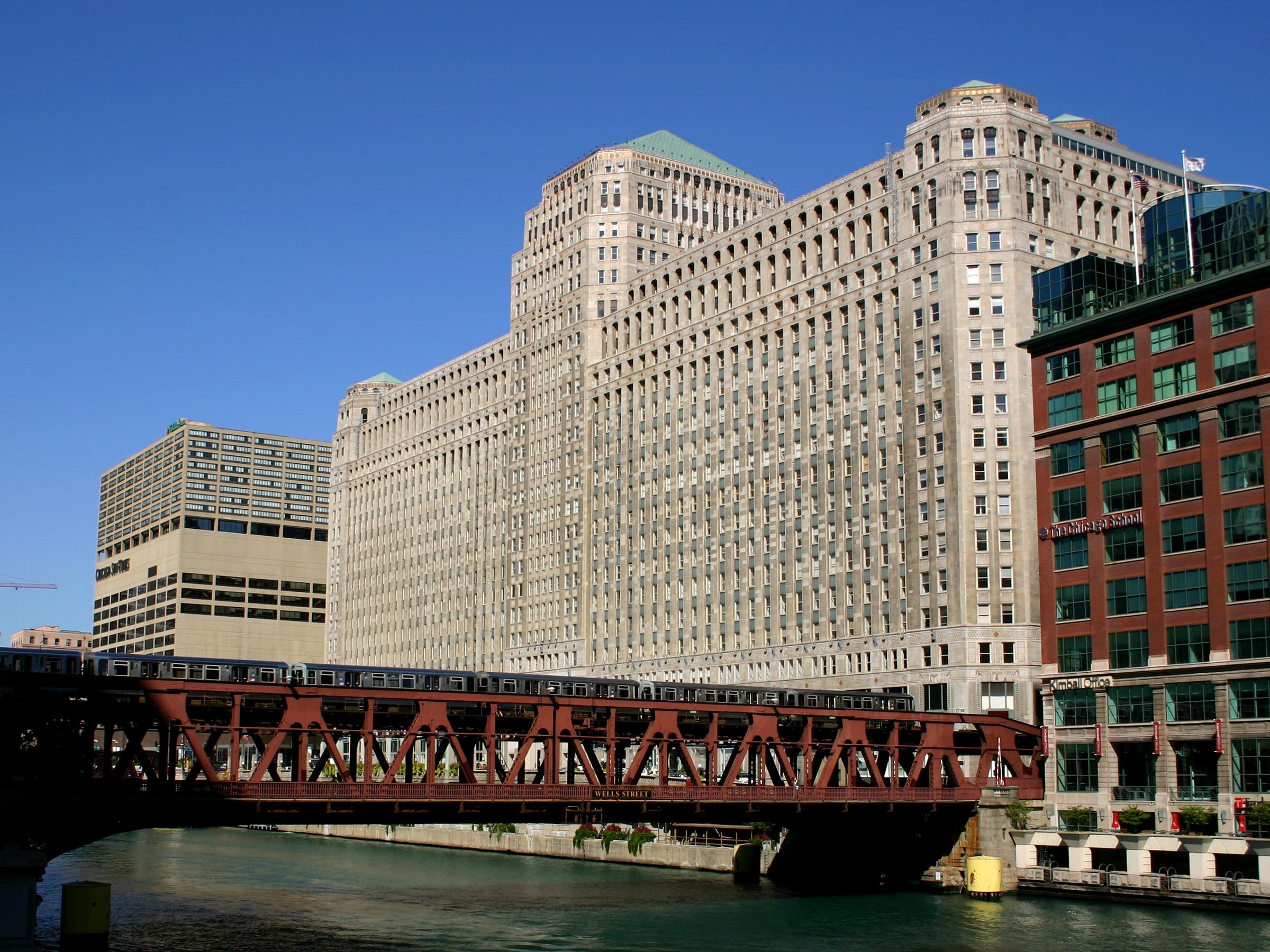
El 350 North Orleans se encuentra al oeste del Merchandise Mart.

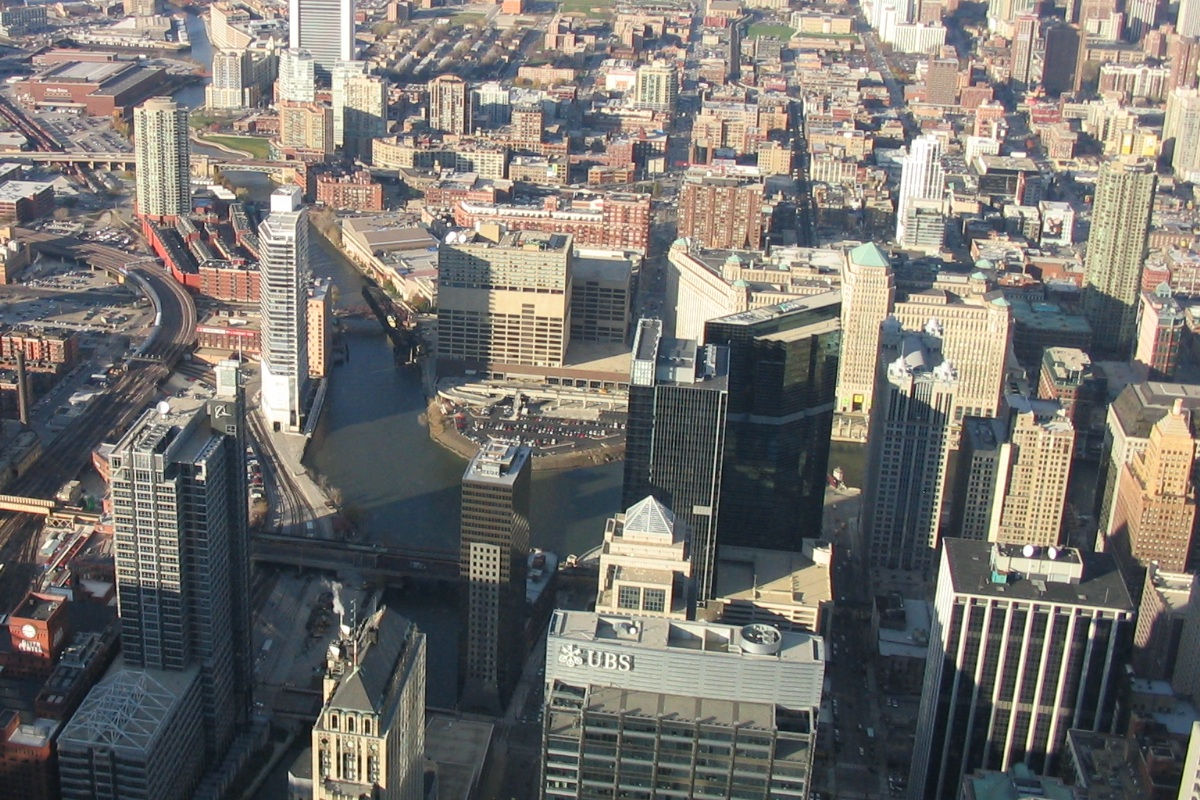
Vista de Wolf Point y el 350 North Orleans, justo detrás del estacionamiento de Wolf Point.

El edificio está asociado con su vecino al este, el Merchandise Mart, con el que está conectado mediante un puente peatonal cubierto. Los dos edificios son denominados conjuntamente a veces como Merchandise Mart and Apparel Center o Merchandise Mart and Apparel Center Annex. Es también una de las cuatro propiedades que son conocidas conjuntamente como el complejo del Mart Center de Chicago, también llamado World Trade Center Chicago: el Merchandise Mart, el Chicago Apparel Center, el Merchandise Mart ExpoCenter y Wolf Point. En el plano original de Chicago realizado por James Thompson en 1830, la parcela en la que el edificio se encuentra está designada como «manzana 7» y una gran parte de la «manzana 6», ambos situados en la bifurcación del río Chicago.
Cuando se construyó, el edificio se convirtió en el centro de compras al por mayor más grande del mundo, con más de mil salas de exposiciones que representaban a más de tres mil líneas de ropa. Fue el intento de Chicago de sustituir a Nueva York, donde los empresarios tienen que visitar veinte edificios diferentes para ver una variedad comparable de ropa, como el centro mundial de la moda. Su finalización reforzó la afirmación del Merchandise Mart de ser el «centro de compras al por mayor más grande del mundo». El edificio fue completado justo cuando el mercado de oficinas de la ciudad se estaba recuperando de la recesión de 1973–1975 y formaba parte de un boom de construcción de hoteles en el Near North Side. El estacionamiento adyacente tiene unas cuatrocientas cincuenta plazas de aparcamiento. A la grandiosa ceremonia de inauguración celebrada el 22 de enero de 1977 asistió la familia Kennedy, así como el alcalde de Chicago, Michael Bilandic. La inauguración incluyó un desfile de moda al que asistieron mil doscientas personas.
La transacción entre Kennedy y Vornado se produjo durante una recuperación del mercado inmobiliario de la ciudad en la que también se produjo el cambio de propiedad de la Torre Willis. Kennedy había adquirido la propiedad en 1945 o 1946 (según la fuente) a la familia de Marshall Field. John F. Kennedy, Jr. contó un chiste sobre Chicago que incluía al Merchandise Mart y al Apparel Center: «En los cuarenta, mi abuelo compró el Merchandise Mart. En los setenta, se construyó el Apparel Center. Y en las elecciones del sesenta, mi familia compró veinte mil votos».
Los Kennedy mantuvieron sus intereses en Wolf Point, los 16 000 m² de terreno entre el Apparel Center y el río Chicago, con una dirección de 340 North Orleans. Ha habido numerosos planes para desarrollar esta parcela, que se remontan a finales de la década de 1980. En 2007, los Kennedy planearon construir en ella tres rascacielos diseñados por César Pelli. Se considera que los terrenos de Wolf Point fueron el punto neurálgico de los primeros asentamientos en Chicago a principios del siglo xix.
En mayo de 2015 el Blackstone Group compró el 350 North Orleans a Shorenstein Properties, una empresa de inversiones inmobiliarias de San Francisco, por 390 millones de dólares. Shorenstein había comprado la propiedad en enero de 2012 por 228 millones e invirtió unos 70 millones en ella.